# All the Way Strong
All the Way Strong è un album discografico dei Third World, pubblicato dall'etichetta discografica CBS Records nel 1983.

## Tracce
Lato A
1. Love Is Out to Get You – 4:50 (William Rugs Clarke, Michael Ibo Cooper, Steven Cat Coore, Richie Daley, Irving Carrot Jarrett, Willie Stewart)
2. Swing Low – 3:08 (William Rugs Clarke, Steven Cat Coore)
3. Come on Home – 4:11 (William Rugs Clarke)
4. Seasons When – 3:23 (Irving Carrot Jarrett)

Lato B
1. Lagos Jump – 5:07 (William Rugs Clarke, Michael Ibo Cooper, Steven Cat Coore, Richie Daley, Irving Carrot Jarrett, Willie Stewart, Stephen Stewart, Dennis Schloss)
2. All the Way Strong – 4:09 (Steven Cat Coore, David Mair)
3. Rock and Rave – 3:45 (Steven Cat Coore)
4. Once There's Love – 5:11 (William Rugs Clarke, Michael Ibo Cooper, Steven Cat Coore, Richie Daley, Irving Carrot Jarrett, Willie Stewart)

## Formazione
- William Clarke (Bunny Rugs) - voce solista
- Michael Cooper (Ibo) - tastiere
- Michael Cooper (Ibo) - voce solista (brano: Love Is Out to Get You)
- Stephen Coore (Cat) - chitarra solista
- Stephen Coore (Cat) - basso (brano: Rock and Rave)
- Richard Daley (Bassie o Richie) - basso, chitarra ritmica
- Irvin Jarrett (Carrot) - percussioni
- William Stewart (Willie) - batteria

Musicisti aggiunti
- Dennis Schloss - pianoforte (brano: Lagos Jump)

Strumenti a fiato
- Leslie Drayton - tromba
- Ernie Fields - sassofono alto, sassofono baritono
- Gary Bias - sassofono alto
- Gerald Albright - sassofono tenore
- Gerald Albright - sassofono tenore solo (brano: Lagos Jump)
- Thurman Green - trombone
- Reggie Young - trombone
- Eddie Fieldet - sassofono baritono

Coro
- H.B. Barnum - conduttore cori (brano: Once There's Love)

Note aggiuntive
- Third World - produzione e arrangiamenti
- Stephen Stewart - co-produzione
- Mr. Larkin Arnold - produttore esecutivo
- Registrazioni effettuate al Music Mountain di Stony Hill, Giamaica
- Mixaggio effettuato al Kendun Recorders di Burbank, California
- Stephen Stewart - ingegnere delle registrazioni e del mixaggio
- Robert Stewart, Joe Cooper e Les Cooper - assistenti ingegnere delle registrazioni
- Janet Perr - design copertina
- Bobby Holland e Donna Chine - fotografie
- Ringraziamenti speciali a: Brother Les, Tipper, Ms. Shirley Brooks e Jack Ravner[1]